# Dimitri Iakovlevski
Dimitri Aleksandrovitsj Iakovlevski (ook wel gespeld als Jakovlevski en Yakovlevsky), (Russisch: Дмитрий Александрович Яковлевский) (Moskou, 9 mei 1988) is een Russisch-Belgisch voetballer die als aanvaller voor onder andere AGOVV Apeldoorn en Hellas Verona speelde.

## Carrière
Dimitri Iakovlevski werd in Moskou geboren, maar vertrok op jonge leeftijd met zijn ouders naar België, waar hij in de jeugd van Germinal Beerschot, Berchem Sport en Red Star Waasland speelde. In 2007 vertrok hij naar Hellas Verona, waar hij tot twee wedstrijden in de Serie C1 kwam. Via VC Eendracht Aalst 2002 kwam hij in de winter van 2009 na een proefperiode bij AGOVV Apeldoorn terecht. Hij speelde één wedstrijd: Een invalbeurt voor Dries Mertens in de met 1-0 verloren uitwedstrijd tegen Telstar op 27 februari 2009. Na een half jaar op amateurbasis voor AGOVV te hebben gespeeld, vertrok hij naar zijn geboorteland om met Vitjaz Podolsk op het tweede niveau te spelen. Hier speelde hij ook slechts één wedstrijd. Hierna was Iakovlevski nog actief in het Belgisch amateurvoetbal bij RFC de Liège, KMSK Deinze, KSV Temse, FC Pepingen, RC Lebbeke en KVK Svelta Melsele.

### Statistieken
| Seizoen                   | Club                    | Land           | Competitie     | Competitie | Competitie | Beker | Beker | Totaal | Totaal |
| Seizoen                   | Club                    | Land           | Competitie     | Wed.       | Dlp.       | Wed.  | Dlp.  | Wed.   | Dlp.   |
| ------------------------- | ----------------------- | -------------- | -------------- | ---------- | ---------- | ----- | ----- | ------ | ------ |
| 2007/08                   | Hellas Verona           | Italië         | Serie C1       | 2          | 0          | 3     | 0     | 5      | 0      |
| 2008/09                   | VC Eendracht Aalst 2002 | België         | Derde klasse   | 0          | 0          | 0     | 0     | 0      | 0      |
| 2008/09                   | AGOVV Apeldoorn         | Nederland      | Eerste divisie | 1          | 0          | 0     | 0     | 1      | 0      |
| 2009                      | Vitjaz Podolsk          | Rusland        | Eerste divisie | 1          | 0          | 0     | 0     | 1      | 0      |
| 2010/11                   | RFC de Liège            | België         | Derde klasse   | 28         | 9          | 0     | 0     | 28     | 9      |
| 2011/12                   | KMSK Deinze             | België         | Derde klasse   | 27         | 10         | 2     | 1     | 29     | 11     |
| 2012/13                   | KSV Temse               | België         | Derde klasse   | 17         | 4          | 0     | 0     | 17     | 4      |
| Carrièretotaal            | Carrièretotaal          | Carrièretotaal | Carrièretotaal | 76         | 23         | 5     | 1     | 81     | 24     |
| Bijgewerkt op 4 juni 2020 |                         |                |                |            |            |       |       |        |        |